# Julie Candeille

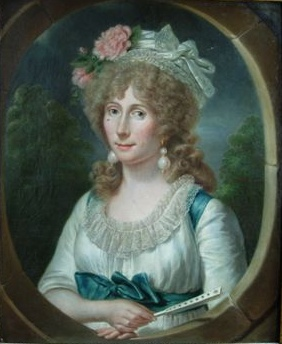
Porträt von Julie Candeille

Amélie-Julie Candeille, bekannt als Julie Candeille, manchmal auch Émilie Candeille (* 30. Juli 1767 in Paris; † 4. Februar 1834 ebenda) war eine französische Komponistin, Musikerin, Dramatikerin und Schauspielerin.

## Laufbahn
Sie war die Tochter des Sängers und Komponisten Pierre-Joseph Candeille, der lange Jahre Sänger an der Pariser Oper war.
Bereits im Alter von sieben Jahren gab sie vor Ludwig XVI. ein Konzert und bewarb sich 1782 an der Académie Royale, wo sie im Anschluss angenommen wurde. Trotzdem zog es sie gleich wieder ins Privatleben zurück, um sich dem Klavierspiel und der Komposition zu widmen.
Candeille nahm schließlich Schauspielunterricht bei François-René Molé, der es schaffte, dass sie 1785 an der Comédie-Française debütieren konnte. Ihr Lehrer war verärgert darüber, dass sein Schützling zugunsten Caroline Vanhoves bei der Rollenverteilung schlecht bedacht wurde. Ihr Erfolg war auch nur mittelmäßig, was aber am fehlenden tragischen Ausdrucks in ihrem Spiel lag. Ludwig XVI. verfügte aber ihre Aufnahme in die Comédie, da er sie schon als Kind bewunderte. Er wies also Breteuil an, ihr ein Viertel Engagement zu geben.
Doch es hielt Candeille nicht lange an der Comédie. Die ständigen Intrigen, das Buhlen um Rollen, ließ sie ein Engagement am Théâtre des Variétés-Amusantes annehmen. Dort spielte sie beispielsweise eine kokette junge Gastgeberin. Dabei spielte sie auf der Harfe ein selbst komponiertes Stück. Zudem schrieb sie eine Komödie, Catherine, ou la belle fermière, die im Jahr 1792 ihre Uraufführung erlebte.
Insgesamt war ihre schauspielerische Leistung schlecht. Sie galt als intelligent, jedoch gelang es ihr nicht, das Publikum mitzureißen und es für ihr Schauspiel einzunehmen. Es war viel beachtet, dass sie als Frau in dieser Zeit Theaterstücke schrieb, die auch gut waren. Trotzdem fiel 1795 das Stück La Bayadère, ou le Français à Surate, in welchem sie auch die Hauptrolle übernahm, durch. Durch ihren Misserfolg war sie so entmutigt, dass sie ihr Engagement aufgab und in die Österreichischen Niederlande reiste, um dort Konzerte zu geben. 1796 nahm sie in Lille an einem Musikwettbewerb teil.
Durch private Umstände blieb Candeille bis 1807 der Bühne fern. Ihr erstes Engagement hatte sie an der Opéra-Comique und im darauffolgenden Jahr auch an der Comédie-Française. Ihr Erfolg blieb mäßig und sie zog es vor, wieder zu schreiben, diesmal keine Komödie, sondern einen Sittenroman, der 1808 unter dem Titel Geneviève oule Hameau erschien. Sie spielte nicht mehr an der Comédie, verfasste aber einige Romane und Prosatexte.

## Privatleben

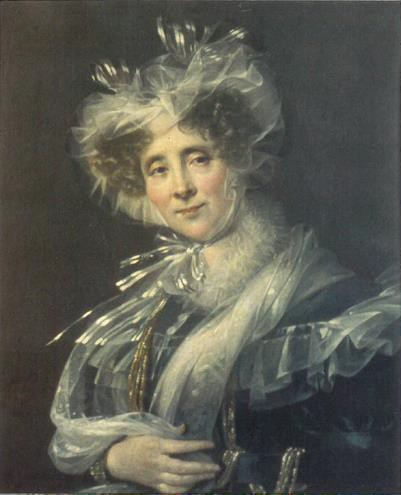
Porträt von Julie Candeille, 1828, gemalt von Aimée Brune-Pagès

Bekannt ist eine kurze Liaison mit Pierre Vergniaud, um das Jahr 1781.
Im Jahr 1796 heiratete Candeille das erste Mal. Außer Namen, Geburtsdatum und Beruf des Ehemanns, als Militärarzt, ist nichts über ihn bekannt. Sie nahm bei der Eheschließung auch nicht seinen Namen an und 1797 wurde diese Ehe auch schon wieder geschieden. Bereits ein Jahr später heiratete sie erneut, einen reichen Kutschenfabrikanten aus Brüssel, Jean Simons. Dieser war, bei einem Besuch in Paris, zuerst an Mademoiselle Lange interessiert, was seinem Sohn missfiel, lernte dann aber Candeille kennen, verliebte sich in sie und bat um ihre Hand. Diese Ehe hielt vier Jahre, bis ins Jahr 1802, als Simons seine Fabrik schließen musste. Die anschließende Trennung von ihrem Mann war einvernehmlich und Candeille erhielt eine kleine Pension, bis dieser 1821 starb.
Zurück in Paris, ihr bürgerlicher Name war nun Candeille-Somons, gab sie Musik- und Französischunterricht, damit sie ihren Vater unterstützen konnte, der zwischenzeitlich in Armut gefallen war.
Im Journal des débats wurde 1817 berichtet, dass sie 1793 bei Theateraufführungen in der Kirche St-Gervais, im Rahmen des Culte de la Raison (Kult der Vernunft), die Göttin der Vernunft verkörpert hatte, was ihr als antireligiös ausgelegt wurde. Sie bestritt das jedoch und fügte hinzu, dass sie selbst als Zuschauerin nicht teilgenommen habe. Im Gegenteil war sie entschiedene Royalistin und stand der Restauration positiv gegenüber. Sie schrieb auch einen Brief an das Journal, wo sie ihren Standpunkt darlegte.
Im Jahr 1821 heiratete sie schließlich den Kunstmaler Henri Péri de Sénovert, der als mittelmäßig galt, es jedoch schaffe, in Nîmes den Posten des Direktors des örtlichen Museums sowie der Kunstschule zu erlangen.
Als ihr Mann 1833 starb, war sie so getroffen, dass sie einen Schlaganfall erlitt und gelähmt war. Sie wurde nach Paris gebracht und Jean-Nicolas Marjolin zur Behandlung anvertraut. Sie starb, ohne zu gesunden im darauffolgenden Jahr.

## Prosawerke (Auswahl)
- Catherine, ou la belle fermière, Komödie, Uraufführung 1792
- Blanche d’Evreux ou le prisonnier de Gisors, historischer Roman
- Geneviève oule Hameau, Sittenroman, 1808
- Agnès de France, ou le douzième siècle, historischer Roman, 1821

## Kompositionen (Auswahl)
- Fantaisie Fantaisie et Brillante (Nouvelle): Klavier, Opus 13, Charakterstücke
- Sonates (Grandes): Klavier, Opus 8, Sonaten
- Konzert: Klavier-Orchester, Opus 2, Klavierkonzert (1787)